# Ptilothrix plumata
Ptilothrix plumata är en biart som beskrevs av Smith 1853. Ptilothrix plumata ingår i släktet Ptilothrix och familjen långtungebin. Inga underarter finns listade i Catalogue of Life.